# 建部七郎右衛門
建部 七郎右衛門（たけべ しちろうえもん、生没年不明）は、安土桃山時代から江戸時代初期、蝦夷地進出の先駆けとなった近江商人。屋号は材木屋。

## 生涯
建部七郎右衛門、諱は元重と言う。建部家は天正元年（1573年）織田信長との戦いに敗れ一家離散、七郎右衛門は近江愛知郡柳川（現滋賀県彦根市柳川町）に暮らし、武士を捨てたとされる。七郎右衛門は天正16年（1588年）野菜類の種子の行商で松前（現北海道松前郡松前町）に渡り、その後度々近江と松前を往復した。天正18年（1590年）には、松前の蠣崎慶広に豊臣秀吉との謁見を勧めたと伝えられる。
なお、建部家過去帳によると建部元重は元禄4年（1691年）に数え77歳で死去、元重の父重武は寛永12年（1635年）死去とされている。過去帳に従うならば前項記載事項（蠣崎慶広への秀吉謁見の話等）や、七郎右衛門が同郷の田付新助の相談に乗った結果、新助が慶長年間（1596年 - 1615年）に津軽の鰺ヶ沢、渡島国津軽郡福山（現北海道松前郡松前町字福山）に出店したとの話もありえないことになる。
但し、七郎右衛門が江戸時代初期に松前進出を果たし巨利を得、若狭小浜や越前敦賀で大船を建造し、主に米・味噌や生活用品を松前に運び、松前からは材木を上方に運んだ（北前船）とされ、屋号も『材木屋』と称していたことは事実である。建部氏の氏神である大宮神社（彦根市柳川町）には、七郎右衛門の持ち船（韋駄天丸・自在丸）が描かれた『松前渡海絵馬』が奉納されている。

## 建部七郎右衛門元重の足跡
- 大宮神社 (彦根市)（滋賀県彦根市柳川町）